# Marville-Moutiers-Brûlé
Marville-Moutiers-Brûlé è un comune francese di 933 abitanti situato nel dipartimento dell'Eure-et-Loir nella regione del Centro-Valle della Loira.

## Società

### Evoluzione demografica
Abitanti censiti